# Protatlanta souleyeti
Protatlanta souleyeti är en snäckart som först beskrevs av E. A. Smith 1888.  Protatlanta souleyeti ingår som enda art i släktet Protatlanta och familjen Atlantidae. Inga underarter finns listade i Catalogue of Life.